# Street (album)
Pour les articles homonymes, voir Street (homonymie).
Albums de Nina Hagen
Nina Hagen
(1989) Revolution Ballroom
(1993)
Street est un album solo de Nina Hagen sorti en 1991.

## Liste des titres
1. Blumen Für Die Damen - 3:58
2. Divine Love, Sex and Romance - 4:25
3. Ruler of my Heart - 3:56
4. Love Hi - 4:25
5. Keep It Live - 4:19
6. Berlin (Ist Dufte!) - 3:55
7. In My World - 4:19
8. Gretchen - 5:22
9. Erfurt & Gera - 2:50
10. All 4 Frankie - 4:25
11. Nina IV President - 4:06
12. Good Vibrations - 4:11